# Vince Snowbarger
Vincent K. "Vince" Snowbarger, född 16 september 1949 i Kankakee, Illinois, är en amerikansk republikansk politiker. Han representerade delstaten Kansas tredje distrikt i USA:s representanthus 1997-1999.
Snowbarger avlade 1971 sin kandidatexamen vid Southern Nazarene University. Han avlade 1974 sin master vid University of Illinois at Urbana-Champaign och 1977 juristexamen vid University of Kansas.
Snowbarger efterträdde 1997 Jan Meyers som kongressledamot. Han visade sig mera konservativ än sin företrädare, något som utmanaren Dennis Moore utnyttjade i sin valkampanj i kongressvalet 1998. Snowbarger förlorade knappt mot Moore efter endast en mandatperiod i kongressen.